# Fontaine-Henry
Fontaine-Henry település Franciaországban, Calvados megyében. Lakosainak száma 519 fő (2022. január 1.). Fontaine-Henry Basly, Bény-sur-Mer, Le Fresne-Camilly, Reviers, Thaon és Ponts sur Seulles községekkel határos.

## Népesség
A település népességének változása:
| Lakosok száma | 370  | 348  | 448  | 485  | 487  | 473  | 466  | 464  | 494  | 519  |
|               | 1968 | 1982 | 1990 | 2006 | 2013 | 2015 | 2017 | 2019 | 2020 | 2022 |